# Deryck Whibley
Deryck Whibley (Scarborough, Ontário, 21 de março de 1980) é um músico e produtor canadense. É reconhecido principalmente por ser o vocalista, guitarrista e compositor da banda de punk rock e pop punk Sum 41.

## Biografia

### Início e Sum 41
Deryck nasceu em Scarborough, Ontário no Canadá. Ele nunca conheceu seu pai, e isso, segundo ele, sempre o atormentou. Posteriormente, irá escrever a música Dear Father no álbum Underclass Hero, expressando seus sentimentos sobre o fato. Antes de formar o Sum 41, participou ainda na escola em uma banda de hip-hop chamada The Powerful Young Hustlerz, que fazia covers dos Beastie Boys e N.W.A. Após o desfecho desse grupo, formou a banda "Kaspir" que continha basicamente a formação antiga do Sum 41. E finalmente, quando Cone McCaslin substitui o antigo baixista, o Sum 41 se forma oficialmente, onde Deryck toca como vocalista e guitarrista desde 1999.

### Outros trabalhos
Além do Sum 41, Whibley é produtor musical em uma agência de produção/gravadora chamada Bunk Rock Music. Nela já produziu álbuns de bandas locais do Canadá como No Warning e outras. 
Durante 2005 e 2006, Deryck ajudou no segundo álbum solo do baterista do Motley Crue Tommy Lee, Tommyland: The Ride, e também na coletânea A Million in Prizes: The Anthology de Iggy Pop.

Juntamente com outros produtores, Whibley produziu no álbum The Best Damn Thing de Avril Lavigne. Deryck produziu algumas faixas, além de co-escrevê-las, juntamente com ela. No lançamento oficial do CD, Deryck se pronunciou dizendo que amou trabalhar com a cantora, e que realmente gostou do trabalho que fez. Atualmente, Deryck lançou o novo álbum chamado Screaming Bloody Murder.

## Vida pessoal

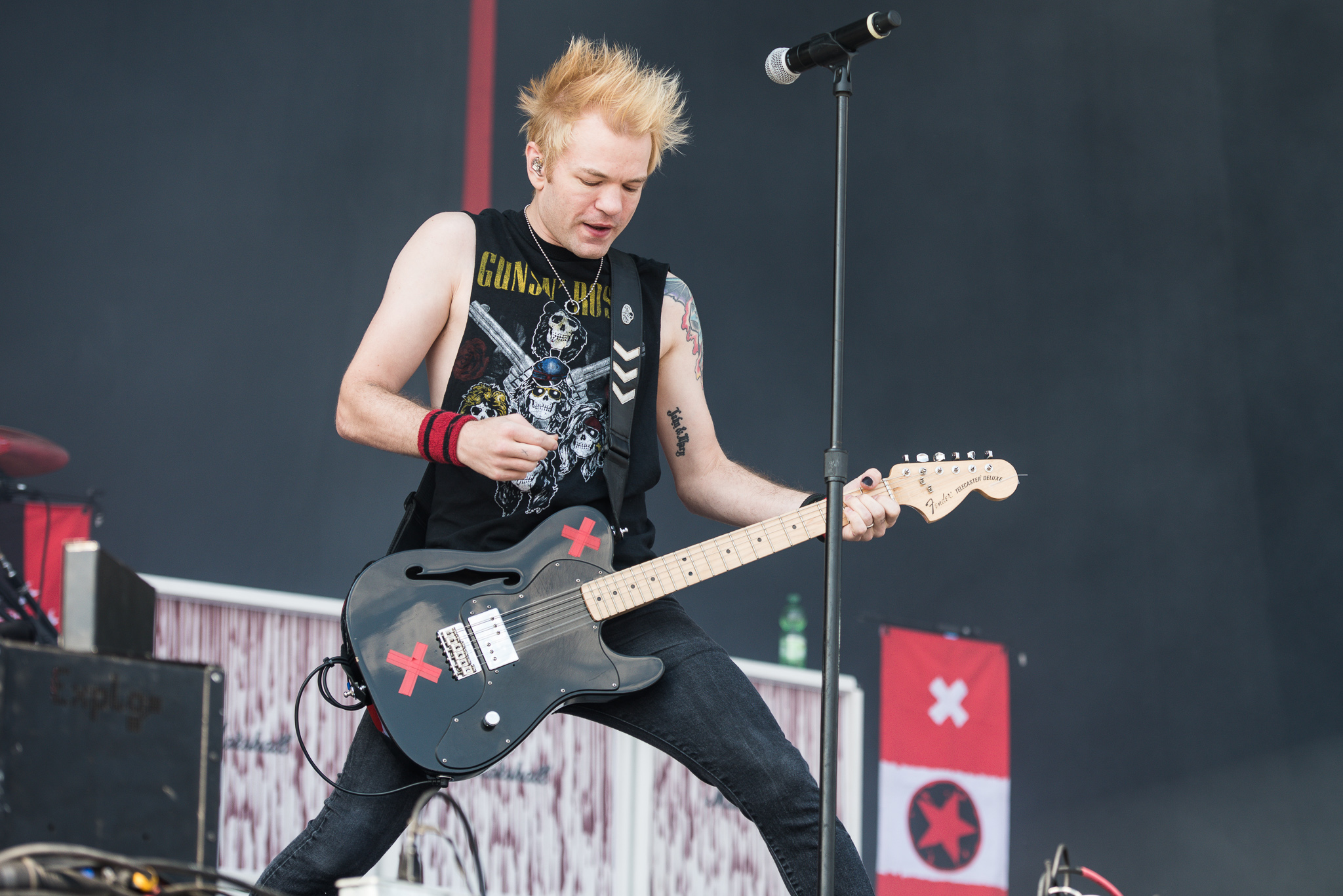
ARGO-Konzerte,Deryck Whibley,Konzert,Livekonzert,Livemusik,Musik,RiP,Rock im Park 2017,Sum 41,Zeppelin Stage

Deryck Whibley foi casado com a cantora Avril Lavigne entre 2006 e 2009. Os dois começaram a namorar em 2004 e em 2005 confirmaram o noivado. Porém, após 3 anos juntos, o jornal inglês The Sun confirmou os boatos da separação do casal. O divórcio teria sido provocado por causa da distância entre os dois. "Eles estão afastados há meses. Deryck está desmotivado com sua carreira e por isso tem bebido e saído muito", disse uma fonte ao jornal.
Em agosto de 2010, enquanto estava no Japão para tocar no Summer Sonic Rock Festival, foi atacado em um bar por três homens, sem motivos confirmados. Deryck foi hospitalizado pouco depois, e a policia ainda investiga o caso Por esse motivo, o Sum 41 foi forçado a cancelar vários shows, incluindo o Vans Warped Tour.
Em 2011 com problemas de saúde Deryck foi internado novamente vários shows foram cancelados alguns adiados, em setembro novos problemas de  saúde fizeram com que o Sum 41 cancelasse 3 shows da banda no Brasil.
Em abril de 2014, precisou ser internado novamente depois que seu fígado e rins falharam. Em um post em seu site oficial, o músico contou seu drama para os fãs: "Estava bebendo muito todos os dias. Até que uma noite, estava sentado em casa, preparei mais um drinque e me preparava para ver um filme quando não me senti muito bem e caí no chão inconsciente."
Ele contou ainda que passou um mês no hospital, depois de ser levado pela noiva ao pronto-socorro. Deryck ficou na UTI e passou uma semana sedado: "Eu tinha várias agulhas e remédios conectados a mim. Quando finalmente acordei não tinha ideia de onde estava. Minha mãe e meu padrasto estavam me olhando. Fiquei apavorado."
Segundo ele, o que levou a internação foram o colapso dos rins e do fígado, prejudicados pelo abuso do álcool: "Meus rins e fígado falharam. Nem preciso dizer o quanto isso me assustou. Finalmente percebi que não posso mais beber. Se eu tomar mais um drinque, os médicos dizem que vou morrer. Não estou querendo dar lição nenhuma, mas bebam com responsabilidade. Eu não fiz isso e vejam aonde isso me levou."
Em 30 de Agosto de 2015, Whibley casou com a modelo aribarbara (A r i W h i b l e y), em Los Angeles.

## Discografia
- All Killer No Filler (2001)
- Does This Look Infected? (2002)
- Chuck (2004)
- Underclass Hero (2007)
- Screaming Bloody Murder (2011)
- 13 Voices (2016)
- Order In Decline (2019)